# Daniel Agger
Daniel Munthe Agger, danski nogometaš, * 12. december 1984, Forsvar, Danska.
Agger je igral za kluba Brøndby IF in Liverpool ter dansko reprezentanco.